# 프렌스섬

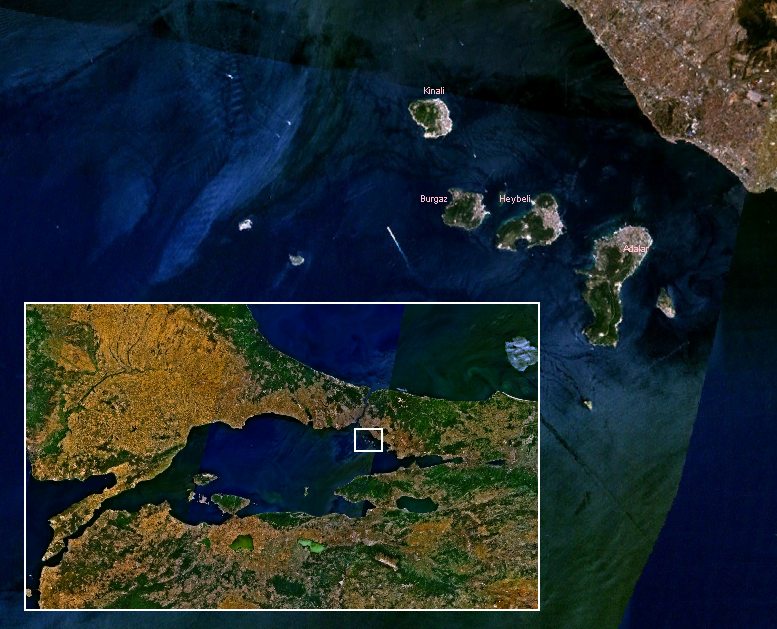
프렌스 섬

프렌스섬(튀르키예어: Prens Adaları, 영어: Prince Islands)은 터키 이스탄불 마르마라해에 있는 섬이다. 행정 구역상으로는 이스탄불주에 속한다. 뷔위카다섬, 헤이벨리아다섬, 부르가자다섬, 키나리아다섬, 네데프아다시섬. 야시다섬, 시브리아다섬, 카식섬, 타프샨아다시섬 등으로 이루어져 있다.